# Saranaca atra
Saranaca atra là một loài tò vò trong họ Ichneumonidae.